# Jocy de Oliveira
Jocy de Oliveira, nascuda l'11 d'abril de l'any 1936 (Curitiba), és una pianista, compositora i escriptora brasilera.

## Biografia
Jocy de Oliveira és filla d'una família d'orígens francesos i portuguesos que vivia a Amèrica del Sud. Va començar l'estudi del piano a São Paulo amb Joseph Klias, pupil d'Artur Schnabel, i després va viatjar a París, on va estudiar amb Marguerite Long. Durant la seva estada a la ciutat francesa, va quedar impregnada per la gran escena avantguardista del moment.
Ja des de ben petita realitzava concerts per Estats Units i Europa, i durant 7 anys es va dedicar a tocar i enregistrar la música per a piano de Oliver Messiaen com el Catalogue d'Oiseaux, obra per la qual va adquirir gran popularitat com a gran pianista contemporània, treballant com a solista per Stravinsky i interpretant les obres que un gran nombre de compositors creaven especialment per ella, com és el cas de Luciano Berio, Iannis Xenakis, Lejaren Hiller, Cláudio Santoro… També va treballar amb John Cage. Moltes d'aquestes obres barregen el so del piano amb l'electrònica en directe.
Es va casar essent molt jove amb el director i compositor Eleazar de Carvalho, 35 anys més gran que ella, de qui es va divorciar anys després. Gràcies a Eleazar va poder entrar en contacte amb compositors d'una generació diferent com Luciano Berio, Stockhausen, Cage, i sobretot Cláudio Santoro, a qui li va estrenar moltes de les seves obres. Va finalitzar els seus estudis a finals dels anys 60 fent un Màster d'Arts a la Universitat de Washington, St. Louis, estudiant composició amb Robert Wykes.
A partir de llavors, la vida professional de Jocy, encara que va continuar tocant amb orquestres importants com a solista fins a finals dels anys 80, es va anar decantant cap a la composició, experimentant amb la barreja de música acústica i electrònica en viu o per a material audiovisual, i també amb l'art performatiu, on difuminava la línia entre públic i intèrpret, com en el cas cas del seu concert Communications - Visual and Sound, on científics, politòlegs, el propi Cláudio Santoro i ella mateixa debatien diversos temes amb el públic mentre s'interpretaven peces de Webern.

## Premis
Té diversos premis entregats per les següents entitats:
- Guggenheim Foundation
- Rockfeller Foundation
- Bogliasco Foundation
- CAPS (New York Council on the Arts)
- Vitae Foundation
- RioArte Foundations

Jocy de Oliveira és també membre de l'Academia Brasileira de Musica, Cadira nº32.

## Obres
Òperes:
- Fata Morgana (1987)
- Liturgia do Espaço (1988)
- Inori à Prostituta Sagrada (1993)
- Illud Tempus (1994)
- Canto e Raga (1995)
- Cenas de uma Trilogia (1999)
- As Malibrans (1999/2000)
- Kseni - A Estrangeira (2004/2005)
- Solo - Pocket Opera (2006/2007)

Obres per instrument sol, orquestra, càmera, i mitjans electroacústics:
- For Cello (1995)
- Ofélia presa nas cordas de piano (1997)
- Sonar (1997)
- Sounds from The Sacrifice of Iphigenia (1998)
- Palmyra (1998)
- Naked Diva (1998)
- O Mestre e a Diva (1999)
- Memória (2001)
- Striding Through Rooms (2001)
- Medea Ballade (2002)
- Who Cares if She Cries (2000/2003)
- Medea - solo (2004)
- Nenhuma mulher civilizada faria isso (2005)
- An Act of Sound (2005)

Enregistrades en DVD:
- Catalogue des Oiseaux Olivier Messiaen, Jocy de Oliveira piano (Vox)
- Vingt Regards Olivier Messiaen, Jocy de Oliveira piano (Vox)
- Inori à prostituta sagrada Rer BJOCD, ASIN:B000O00HFE
- Illud tempus ABM DIGITAL, ASIN:B003ZU8YGE
- As Malibrans (2000) ASIN:B00004UAWV

## Llibres
- O 3 º Mundo (São Paulo, 1959)
- Apague meu spot light (São Paulo, 1961)
- Dias e seus Caminhos Mapas e partituras (1983)
- Inori - a prostituta sagrada (2003)